# Одноцилиндровый двигатель

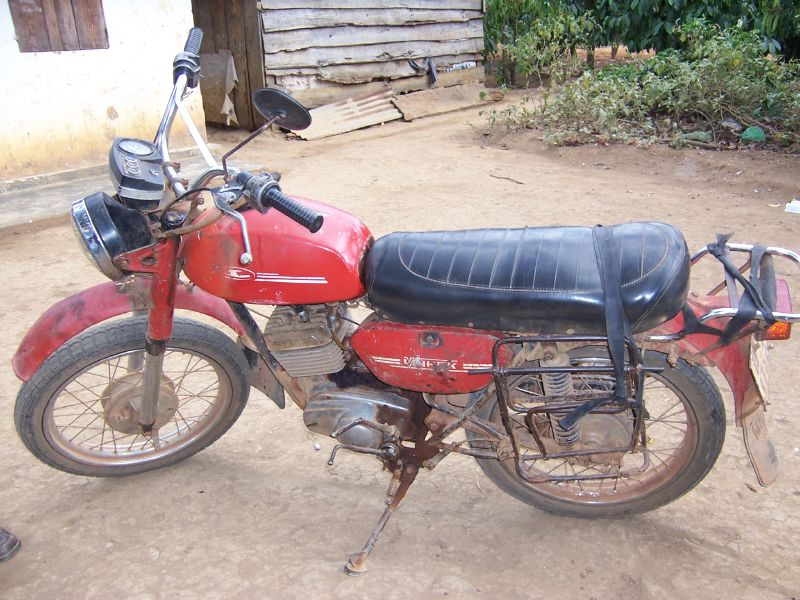
Мотоцикл «Минск», оснащённый одноцилиндровым двухтактным двигателем рабочим объёмом 125 см³

Одноцилиндровый двигатель внутреннего сгорания — простейший поршневой двигатель внутреннего сгорания, имеющий всего один рабочий цилиндр. Одноцилиндровый двигатель является полностью несбалансированным и имеет неравномерный ход. Одноцилиндровые двигатели характеризуются наименьшим отношением площади поверхности рабочего цилиндра к рабочему объёму по сравнению с многоцилиндровыми двигателями, что обеспечивает наименьшие потери тепла в рабочем процессе и высокий индикаторный к.п.д. В то же время, одноцилиндровые двигатели характеризуются существенной большей тепловой и механической напряжённостью деталей по сравнению с многоцилиндровыми двигателями. Удельная масса одноцилиндровых двигателей выше, чем у многоцилиндровых такого же рабочего объёма.

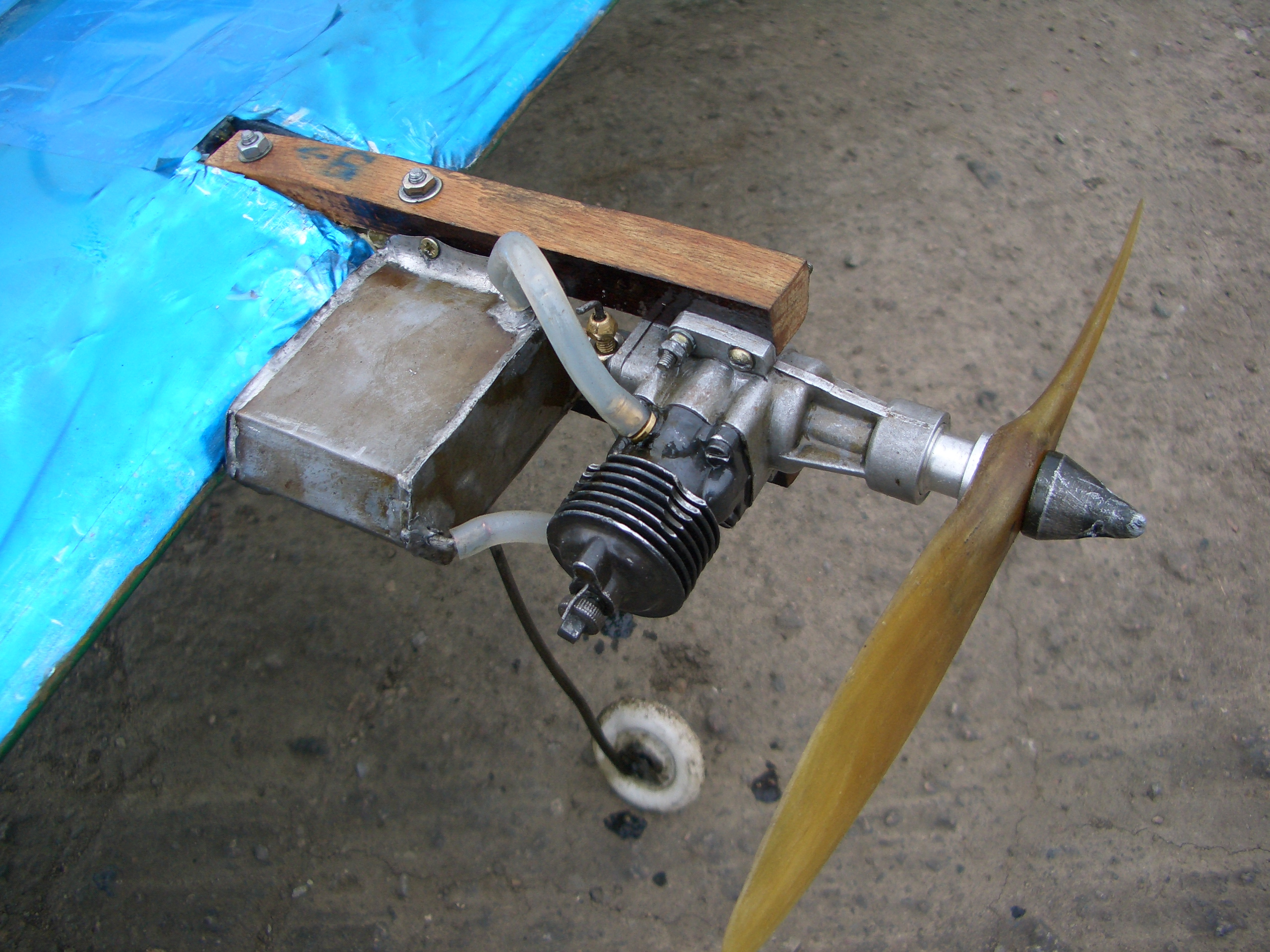
Одноцилиндровый компрессионный карбюраторный двигатель для авиамодели

Двухтактный бензиновый двигатель. В двухтактном цикле рабочие ходы происходят вдвое чаще, очень распространëн на малогабаритной технике, мопедах, мотороллерах, легких мотоциклах и мотоинструменте

В прошлом одноцилиндровые двигатели (благодаря простоте устройства) были широко распространены, а их рабочий объём был практически не ограничен сверху — на судах и в стационарных установках встречались малооборотистые одноцилиндровые двигатели с рабочим объёмом до 12 л (например, дизельный калоризаторный двигатель «Пионер» мощностью 33 кВт, выпущенный на заводе «Русский дизель»). В настоящее время распространение одноцилиндровых двигателей также достаточно широко по причине их простоты, малой стоимости и малой массы, но рабочий объём ограничен.
Наименьшим рабочим объёмом характеризуются одноцилиндровые двигатели для авиамоделей — 1 см³ — 10 см³. Бензиновые двухтактные двигатели ручных газонокосилок (триммеров) имеют рабочий объём 15 см³ — 36 см³. На мотопилах применяются двигатели с рабочим объёмом 36 см³ — 100 см³. На мопедах применяются одноцилиндровые двигатели рабочим объёмом немного меньше 50 см³. Для привода небольших электрических генераторов применяют одноцилиндровые двигатели рабочим объёмом 60 см³ — 420 см³ (дизель Yanmar L100). На мотоциклах нашли применение одноцилиндровые двухтактные двигатели рабочим объёмом 125 см³ — 350 см³. Например, российский мотоцикл «ИЖ-Планета» имеет один из самых крупных в мире серийных одноцилиндровых двухтактных двигателей рабочим объёмом 346 см³. Четырёхтактные мотоциклетные двигатели обладают рабочим объёмом до 850см³.

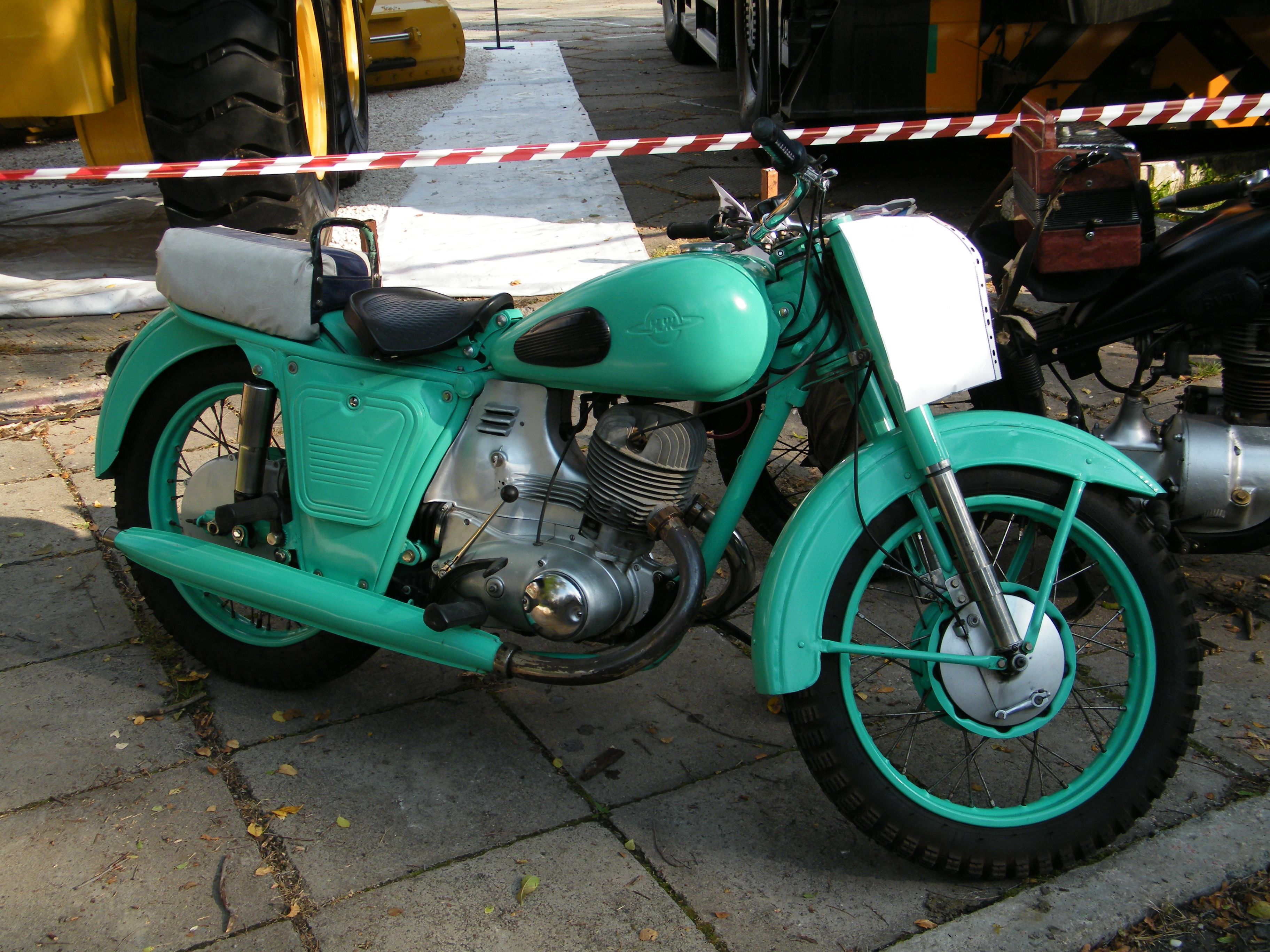
Мотоцикл ИЖ-56 - носитель одноцилиндрового двухтактного двигателя рабочим объемом 350 см³

Для тракторов ДТ-14 и самоходных шасси ДСШ-14 выпускался одноцилиндровый дизельный двигатель рабочим объёмом 1,03 л и мощностью 14 л.с. В Китае по состоянию на 2013 год продолжают выпускаться разработанные в 1930-х годах одноцилиндровые дизельные двигатели S1100 и S1115 рабочим объемом 905 см³ и 1194 см³ соответственно. Эти двигатели широко применяются для привода тяжелых мотоблоков и небольших тракторов.

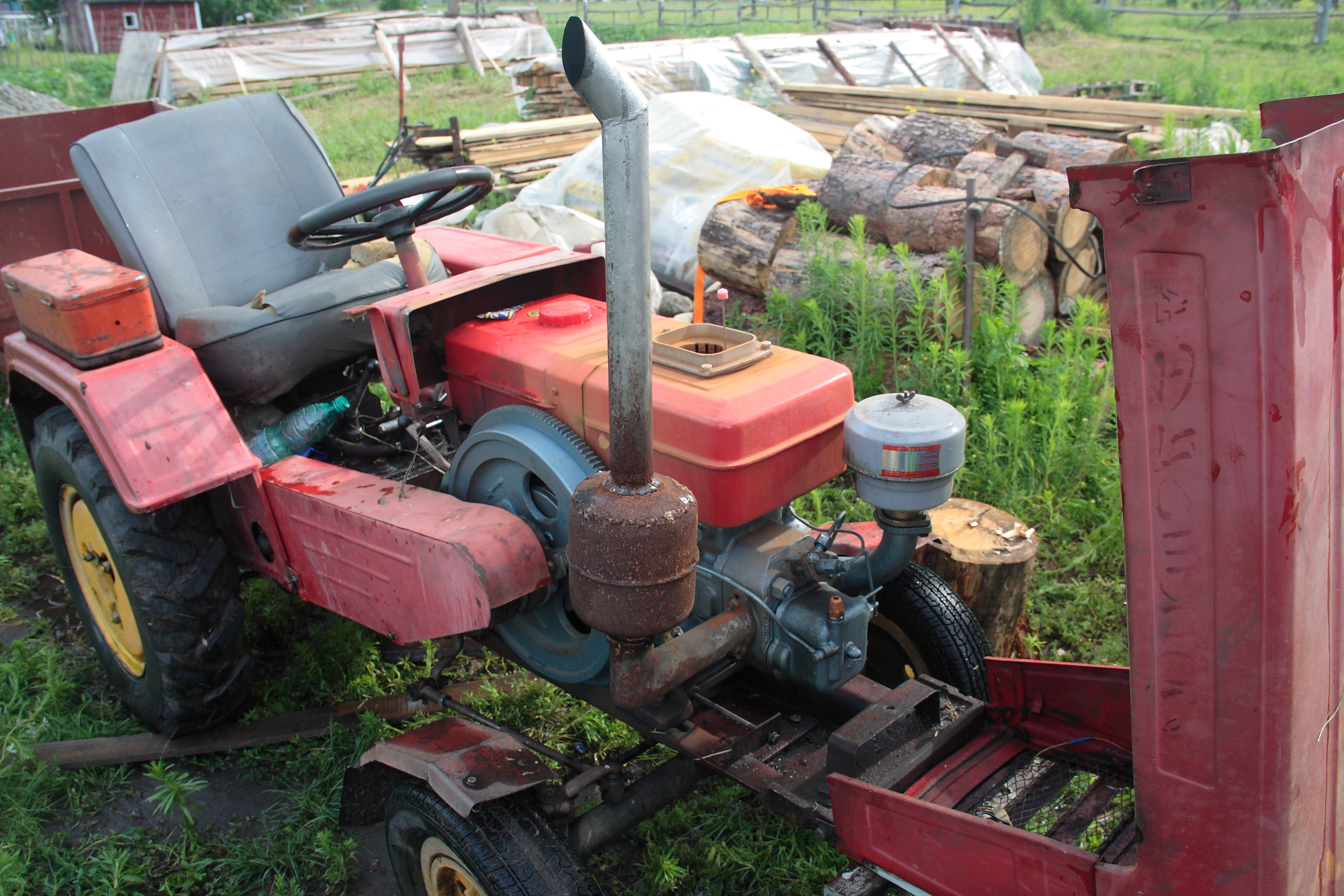
Одноцилиндровый дизель Jiangdong S1100 рабочим объемом 905 см³, мощностью 16 л.с. при 2200 об/мин на минитракторе